# SBT RP
SBT RP é uma emissora de televisão brasileira sediada em Ribeirão Preto, cidade do estado de São Paulo. Opera no canal 5 (24 UHF digital), e é uma emissora própria do SBT, gerando seu sinal para várias cidades do interior paulista.

## Sinal digital
| Canal virtual | Canal digital | Resolução de tela | Programação                           |
| ------------- | ------------- | ----------------- | ------------------------------------- |
| 5.1           | 24 UHF        | 1080i             | Programação principal do SBT RP / SBT |

Transição para o sinal digital
Com base no decreto federal de transição das emissoras de TV brasileiras do sinal analógico para o digital, o SBT RP, bem como as outras emissoras de Ribeirão Preto, cessou suas transmissões pelo canal 5 VHF em 21 de fevereiro de 2018, seguindo o cronograma oficial da ANATEL. O sinal foi cortado às 23h59, durante o Programa do Ratinho, e foi substituído pelo aviso do MCTIC e da ANATEL sobre o switch-off.